# Варези, Феличе
Феличе Варези (итал. Felice Varesi; 1813, Кале, Франция — 13 марта 1889, Милан, Италия) — итальянский оперный певец (баритон), первый исполнитель ряда партий в операх Верди.

## Биография
Дебютировал в Варесе в 1834 году, в дальнейшем выступал в Флоренции, Риме, Генуе и других городах Италии. В 1841 году пел на сцене «Ла Скала», а в 1842—1847 годах — в Кернтнертор-театре в Вене.
Жена и дочь Варези также были оперными певицами (обе — сопрано).

## Творчество
Варезе был одним из величайших вердианских баритонов. Его голос, хотя и "вибрационный, звуковой и пастообразный" , не имел никаких признаков исключения, но Варезе сумел наполнить его теплую и страстную природу в бивне формулировки и стремительности выражения: немного уступает другим в репертуаре Доницетти и Беллини,
Варези — первый исполнитель партии Антонио в опере Доницетти «Линда ди Шамони»,
а также Макбета («Макбет»), Риголетто («Риголетто») и Жоржа Жермона («Травиата») в операх Верди.
Создавая образ Макбета, композитор советовался с певцом, в частности он подготовил три разные версии финальной сцены оперы и предложил их на выбор Варези.
Не все премьеры опер прошли удачно. В частности, исполнение Варези партии Жермона было провальным.